# Billy Wirth
William E. Wirth (* 23. Juni 1962 in New York City) ist ein US-amerikanischer Schauspieler und Drehbuchautor.

## Leben
Wirth ging in Manhattan zur Schule und besuchte später die Brown University in Rhode Island. Während seines Studiums Mitte der 1980er wurde er vom Fotografen Bruce Weber entdeckt und arbeitete als Model für Jugendzeitschriften wie Seventeen und Interview. Erste Bekanntheit erlangte er durch seinen Auftritt in einer Fernsehwerbung von der Diät-Cola der Marke Pepsi. Seine erste schauspielerische Rolle hatte Wirth in der Fernsehserie Der Equalizer. Er reiste nach Los Angeles, wo seine Schauspielkarriere im Film Ticket zum Himmel begann. Bekannte Filme, in denen er mitwirkte, sind The Lost Boys von Joel Schumacher, Die jungen Krieger von Franc Roddam und Midlife von Greg Travis. Auch in vielen bekannten Fernsehserien war Wirth in Einzelfolgen zu sehen. In der Fernsehshow American Gladiators nahm er an den Spielen teil und erreichte das Halbfinale.
Später entschied sich Wirth, mit seiner 15-Jährigen Filmerfahrung auch hinter der Kamera zu agieren. So war er Drehbuchautor und Produzent vom Kurzfilm MacArthur Park. Dieser Film wurde beim Sundance Film Festival, Taos Talking Picture Festival und Seattle International Film Festival aufgeführt. Wirth scheint sein Talent hinter den Kulissen des Films gefunden zu haben und arbeitet zurzeit an einem Dokumentarfilm, in dem es um die Notlage von Heimatlosen geht. Dieses Projekt hatte er schon seit längeren im Auge.
Im Internet hat Wirth eine eigene Online-Kunst-Galerie.
Seine Mutter ist Indianerin.

## Filmografie (Auswahl)

### Als Produzent
- 2001: MacArthur Park
- 2008: Dirty Hands
- 2013: A Single Shot

### Als Schauspieler
- 1985: Der Equalizer (Fernsehserie, 1 Folge)
- 1985: Ticket zum Himmel
- 1987: The Lost Boys
- 1990: Parker Kane – Die Gewalt im Nacken
- 1991: Geschichten aus der Gruft (Fernsehserie, 1 Folge)
- 1992: Wilde Orchidee 3
- 1993: Body Snatchers – Angriff der Körperfresser
- 1994: Straßen zur Hölle
- 1994: Der Rächer im Bett
- 1995: Kaffee, Milch & Zucker
- 1996: Space Marines
- 1996: Starlight
- 1997: Cybergate
- 1998: Charmed – Zauberhafte Hexen (Fernsehserie, 1 Folge)
- 2000: Sex and the City (Fernsehserie, 1 Folge)
- 2001: Reunion
- 2002: Looking for Jimmy
- 2004: CSI: Vegas (Fernsehserie, 1 Folge)
- 2004: The Drone Virus – Tödliche Computerviren
- 2006: Seven Mummies
- 2013: Midlife
- 2014: Chicago P.D. (Fernsehserie, 3 Folgen)
- 2014: Alto